# Nationaal park Etosha
Het Nationaal Park Etosha in Namibië is een van de grootste natuurparken van zuidelijk Afrika. Al in 1907, na de oorlog tussen de Duitsers en de Herero's, werd het park gesticht.
Etosha bestaat voor een groot deel uit een enorme zoutpan, omgeven door droog bushveld. Kenmerkend voor Etosha zijn de grote hoeveelheden wild die men kan 'spotten', olifanten, zebra's, leeuwen, verschillende soorten antilopen enz. Natuurlijke en aangelegde waterdrinkplaatsen helpen de wildpopulatie te overleven in de droge tijd. De grote toeristenstroom die jaarlijks Etosha aandoet levert een forse bijdrage aan het bnp van Namibië.
Er zijn vier toeristenkampen in het park: Namutoni, Halali, Okaukuejo en Onkosh Camp. Elk kamp heeft een winkel, accommodatie voor overnachtingen, kampeerplekken en verlichte drinkplaatsen waar 's avonds vanaf het camp-terrein wilde dieren kunnen worden bekeken.
Oorspronkelijk werd de Etoshapan bewoond door de San. De laatst overgebleven Hai//om-San werden in 1954 door de Zuid-Afrikaanse machthebber uit het park verdreven.